# Play Boy (chanson)
Pour les articles homonymes, voir Playboy (homonymie).
Singles de Indochine
Little Dolls Le Lac
Pistes de La République des Meteors
Republika L World
Play Boy est une chanson d'Indochine parue sur l'album La République des Meteors en 2009.

## Classements par pays
| Pays     | Meilleure position |
| -------- | ------------------ |
| France   | -                  |
| Belgique | -                  |
| Québec   | -                  |
| Suisse   | -                  |
| Suède    | -                  |

## Divers
- Dans le clip de la chanson, il est possible d'apercevoir un carton à l'effigie de Johnny Hallyday, ce qui n'est pas dû au hasard du fait qu'il soit directement visé dans les paroles ("Moi j'ai du mal avec les artistes, surtout les Français qui habitent en Suisse").
- Il est également possible de voir des cartons à l'effigie de Nicolas Sarkozy et Carla Bruni.